# Марк Юний Пен
Марк Юний Пен (на латински: Marcus Junius Pennus) e политик на Римската република през 2 век пр.н.е.

## Биография
Произлиза от фамилията Юнии. Син е на Марк Юний Пен (градски претор 201 пр.н.е.).
През 172 пр.н.е. той е претор и управлява провинция Близка Испания. През 167 пр.н.е. е избран за консул заедно с Квинт Елий Пет. Двамата са плебеи. Сенатът ги изпраща да водят война против лигурите, но нямат успехи. Той консултира сената за пристигането на делегация от Родос.
Неговият син Марк Юний Пен e народен трибун през 126 пр.н.е.